# Théodore et Théophane Graptoi

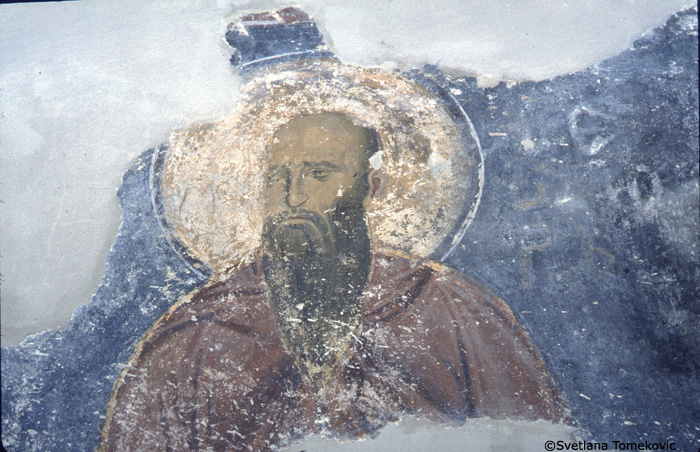
Fresque byzantine représentant Saint Théodore Graptoi, moine, au monastère de Studenica (Serbie), réalisée entre le XIe et le XIIIe siècle.

Théodore et Théophane, dits les frères Graptoi (en grec Γραπτοί, « les Marqués », au singulier Γραπτός) sont deux moines, poètes religieux et confesseurs de la foi orthodoxe, saints des Églises catholique et orthodoxe. Natifs tous deux de Palestine, Théodore est né en 775 et mort à Apamée de Bithynie le 28 décembre 841, Théophane est né en 778 et mort sans doute à Nicée le 11 octobre 845. Dans l'Église grecque, Théophane est fêté le jour de sa mort, Théodore le 27 décembre ; dans l'Église latine, ils sont fêtés conjointement à cette dernière date.

## Biographie
Les principales sources à leur sujet sont deux hagiographies, la Vie de Théodore par Syméon Métaphraste et celle, anonyme, de Michel le Syncelle, et l'Éloge de Théodore composé par Théophane le Prôtothronos, métropolite de Césarée (attesté en 886).
Nés « dans le pays des Moabites » (c'est-à-dire à l'est du Jourdain), ils entrèrent tous deux au monastère Saint-Sabbas vers l'an 800, et se placèrent sous la direction spirituelle de Michel le Syncelle, qui fut sygkellos, c'est-à-dire adjoint, du patriarche de Jérusalem à partir de 811, mais exerçait auparavant d'importantes fonctions à Saint-Sabbas. En 811, ils furent transférés avec Michel au monastère Tôn Spoudaiôn, attenant à l'église du Saint-Sépulcre. La Chronique contemporaine de Théophane le Confesseur, composée, en grande partie au moins, par Georges le Syncelle, moine palestinien réfugié à Constantinople, rapporte que pendant cette période la région était en proie à une anarchie permanente, que les monastères étaient attaqués et rançonnés, des moines régulièrement tués (vingt moines de Saint-Sabbas lors d'une attaque en 796). Pour l'année 813, la Chronique signale un afflux de réfugiés palestiniens chrétiens, moines et laïcs, à Chypre.
C'est dans ce contexte qu'en 813, Michel le Syncelle fut chargé par le patriarche Thomas Ier de Jérusalem d'une mission à Constantinople et à Rome. Il se fit accompagner par les frères Théodore et Théophane, et par un autre moine nommé Job. L'un des objectifs de cette mission était d'obtenir une assistance financière pour faire face aux exactions subies. Arrivés à Constantinople (en mai 814 selon la Vie de Michel le Syncelle), les ambassadeurs du patriarche furent logés au monastère Saint-Sauveur-in-Chora, dévolu à l'accueil des réfugiés palestiniens (Georges le Syncelle y avait séjourné quelques années plus tôt).
La suite est peu claire. Les sources prétendent que les ambassadeurs se présentèrent devant l'empereur Léon V l'Arménien, au pouvoir depuis le 10 juillet 813, porteurs d'une lettre du patriarche Thomas lui enjoignant de renoncer à l'hérésie iconoclaste, et qu'ils furent jetés en prison sur ordre du souverain tyrannique. La chronologie rend ce scénario invraisemblable : Léon V ne manifesta son intention de rétablir l'iconoclasme qu'au printemps 814, et il ne l'imposa qu'au début de 815. On ignore donc ce que firent les ambassadeurs pendant cette période, pourquoi ils ne poursuivirent jamais leur chemin vers Rome, et dans quelles circonstances exactes ils furent incarcérés à la prison de la Phialê.
Après des tentatives infructueuses de les persuader du bien-fondé de l'iconoclasme, les ambassadeurs furent séparés, et les frères Théodore et Théophane envoyés dans une forteresse située près du débouché du Bosphore au bord de la Mer Noire. Ils y restèrent jusqu'à l'assassinat de Léon V le 25 décembre 820, le nouvel empereur Michel II ordonnant alors l'élargissement de tous les opposants à l'iconoclasme qui étaient détenus. Théodore et Théophane revinrent ensuite à Constantinople, mais ils furent envoyés dans les années suivantes au monastère de Sosthène, sur la rive européenne du Bosphore.
Sous le règne de Théophile, où l'iconoclasme fut de nouveau imposé avec rigueur, les deux frères furent exilés sur l'île d'Aphousia, au bord de la Mer de Marmara. Le 6 juillet 836, ils furent ramenés à Constantinople et incarcérés à la prison du prétoire ; le 14 juillet, conduits au Palais, dans le Triklinion Doré, en la présence de l'empereur Théophile, ils sont interrogés toute la journée, et battus jusqu'à ne plus pouvoir marcher ; le 18 juillet, amenés devant l'éparque, et refusant absolument de communier avec des iconoclastes, ils sont soumis à un cruel supplice : on leur grave sur le visage, à l'aide d'aiguilles rougies au feu, douze trimètres iambiques à la gloire de l'iconoclasme, composés par un certain Christodoulos. De là leur resta le surnom de « Γραπτοί », « les Marqués ».
Ensuite ils furent envoyés en exil à Apamée de Bithynie. Théodore y mourut le 28 décembre 841, trois semaines avant l'empereur Théophile. Après le rétablissement du culte des images (11 mars 843), Théophane, traité en héros, fut nommé métropolite de Nicée par le nouveau patriarche Méthode, qui d'autre part procéda à la canonisation de Théodore. Théophane s'occupa du transfert des restes de son frère d'Apamée de Bithynie à Chalcédoine, où il fit construire une église pour les recevoir.
Théophane, parfois nommé « Théophane l'Hymnographe », est un des principaux poètes religieux du IXe siècle byzantin : on a conservé de lui 181 poèmes liturgiques, tenus en haute estime. De Théodore sont préservés un canon consacré à la Théotokos à savoir la Mère de Dieu, un Discours sur les morts, et d'autre part une lettre adressée à Jean de Cyzique, reproduite par parties dans sa Vie, et décrivant les avanies subies par les deux frères de la part de Théophile.